# César Martín Villar
César Martín Villar, född 3 april 1977 i Oviedo i Spanien, är en spansk före detta fotbollsspelare. Han påbörjade sin karriär i hemstadens Real Oviedo 1994 innan han köptes av Deportivo de La Coruña för 7,4 miljoner euro. Hos Deportivo vann han en La Liga-titel, Copa del Rey och Spanska supercupen.
César var med i spanska landslaget under EM 2004, men fick inte spela en enda minut. Trots att han tidigt visade på god försvarsteknik tog hans landslagskarriär aldrig riktigt fart, mestadels p.g.a. skador och hård konkurrens av till exempel Carles Puyol och Pablo Ibáñez.
När Joaquín Caparrós tog över som manager för Deportivo hamnade César lite i skymundan, även då p.g.a. skadeproblem, och hamnade till slut hos Levante 18 juni 2006. Det gick dock inte bättre där och han fick bara spela tre matcher för klubben varav en där han fick rött kort och blev skickad av planen. 31 januari 2007 kom César och Levante överens om att bryta kontraktet.
Han gick då till Bolton Wanderers under en kort tid med ett kontrakt som gick ut i februari 2007. Han gjorde sin Premier League-debut 28 april under en match mot Chelsea där han blev inbytt. 18 maj blev det offentliggjort att han lämnade Bolton efter att Sammy Lee beslutade att inte förlänga Césars kontrakt.

## Fotnoter
1. ↑  ”Profil hos Deportivo de La Coruña”. Deportivo de La Coruña. 3 mars 2006. Arkiverad från originalet den 9 oktober 2007. https://web.archive.org/web/20071009224741/http://www.deportivo-la-coruna.com/profiles/pastplayers/cesar-martin.html. Läst 12 oktober 2007.
2. ↑  ”Bolton complete deal for Martin”. BBC Sport. 20 februari 2007. http://news.bbc.co.uk/sport1/hi/football/teams/b/bolton_wanderers/6378727.stm. Läst 12 oktober 2007.
3. ↑  ”Bolton boss Lee lets quartet go”. BBC Sport. 18 maj 2007. http://news.bbc.co.uk/sport1/hi/football/teams/b/bolton_wanderers/6669811.stm. Läst 12 oktober 2007.